# Слід (телесеріал, Росія)
«Слід» також відомий як «ФЕС» («Федеральна Експертна Служба») — російський кримінальний телесеріал, що розповідає про співробітників вигаданої спецслужби — Федеральної експертної служби (ФЕС), створеної в Москві в складі МВС Росії для боротьби зі злочинністю.
«Слід» є адаптацією американського серіалу «CSI: Місце злочину». За словами продюсера Олександра Левіна, ідея створення серіалу належала Костянтину Ернсту. Транслювався спершу на Першому каналі з 3 вересня 2007 по 25 серпня 2011 року. З 5 вересня 2011 року прем'єрні серії транслюються на російському П'ятому каналі. Це найтриваліший серіал російського виробництва за кількістю серій.
Існує три спінофи: «Садівник», «Слід-52» і «Акваторія». Сюжет телефільму «Садівник» заснований на реальній кримінальній справі маніяка Олександра Пічушкіна, що діяв в Москві в Бітцевському парку. Серіал «Слід-52» описує розслідування, що додатково розкривають персонажів «Сліду». Сюжет серіалу «Акваторія» розповідає про морський департамент ФЕС.

## Сюжет
ФЕС — Федеральна експертна служба МВС Росії, яка об'єднує фахівців різних областей: програмістів, балістиків, судмедекспертів, оперативників. ФЕС проводить весь спектр експертиз і досліджень, тим самим швидко розслідуючи злочини. Створена в рамках експерименту, ФЕС випробовує нове обладнання, навчає молодих фахівців, надає допомогу в розкритті злочинів іншим спецслужбам. У серіалі робота ФЕС організована таким чином, що за допомогою від ФЕС може звернутися і слідчий з розслідування особливо важливих справ з прокуратури, і молодий дільничний.

## Зйомки
Спеціально для зйомок був побудований знімальний павільйон, який зображає футуристичний офіс ФЕС, де міститься лабораторія, нарадча кімната, кімната допитів, кабінет полковника Рогозіної, морг, тир для балістичних досліджень, гараж для огляду машин і так далі.
З квітня 2018 року по лютий 2019, у зв'язку з додатковим замовленням від П'ятого каналу на 100 серій, для знімання серіалу використовувалися відразу два однакові павільйони. З березня 2019 зйомки знову ведуться тільки в одному павільйоні.
Епізоди серіалу знімалися в Москві: в Головинському та Ховринському районах, Лівобережжі Хімок; а також у місті Довгопрудне. Сільські сцени знімалися в Вєшках — селищі в міському окрузі Митищі.

## Сприйняття
Російська газета «Новые Известия» писала в 2019 році, що «Слід» розвиває ідеї радянського серіалу «Слідство ведуть ЗнаТоКі», але поєднує криміналістику з фантастикою. «Слід» належить до низки російських серіалів про розслідування злочинів, які надто зосереджені на намаганні налякати глядачів вигадливими й жорстокими сценами. Водночас спецслужби показані інтелектуалами, що не мають зв'язку з репресивними органами, котрі розганяють демонстрації. Такі серіали, як «Слід», формують у глядачів викривлений, неправдивий образ державних силових структур Росії. Кінокритик Андрій Архангельський зазначав: «Про яку б епоху не йшлося — представники силових структур чи спецслужб відіграють у кіно головну, ключову роль. Без них планета не крутиться, все залежить від них».
На думку видання «Экспресс-газета», впродовж 15-и років показу серіалу, якість його сюжетів помітно впала. Натомість зросла кількість сцен видовищної жорстокості.

## Заборона серіалу в Україні
4 червня 2015 року, з огляду на російську військову агресію, набув чинності закон «Про внесення змін до деяких законів про захист інформаційного телерадіопростору України», що забороняє розповсюдження і демонстрування в Україні фільмів, які містять популяризацію або пропаганду органів Російської Федерації. Під заборону потрапили понад сотня фільмів і серіалів, вироблених у Росії, зокрема «Слід». Додатково цьому посприяла поява актора Михайла Пореченкова в телесюжеті, де він стріляє в українських солдатів на Донбасі.
Телеканал «Україна» заявив, що його серіал «ФЕС» буде українським серіалом, знятим з використанням кадрів «Сліду», придбаних телеканалом. У липні 2015 року, після скарги телеканалу «1+1», Експертна комісія при Держкіно постановила: серіал «ФЕС: Фактологічна експертна служба» ідентичний російському серіалу «Слід». За висновком комісії, в ньому засобами монтажу лише усунули розпізнавальні знаки російських силових органів.

## Вплив
Деякі російські глядачі сприйняли Федеральну експертну службу, показану в серіалі, за реальний силовий орган і навіть слали в неї скарги й пропозиції. Сюжетні ходи з серіалу кілька разів використовували злочинці. Наприклад, відбираючи мобільні телефони, пояснюючи це жертвам тим, що телефони нібито записані в відомчій базі як викрадені.